# Bastutjärnet
Bastutjärnet är en sjö i Torsby kommun i Värmland och ingår i Glommas huvudavrinningsområde. Sjön är 15,8 meter djup, har en yta på 0,205 kvadratkilometer och är belägen 471,2 meter över havet.

## Delavrinningsområde
Bastutjärnet ingår i det delavrinningsområde (673501-131815) som SMHI kallar för Gräns mot Norge. Medelhöjden är 374 meter över havet och ytan är 61,52 kvadratkilometer. Räknas de 7 avrinningsområdena uppströms in blir den ackumulerade arean 205,58 kvadratkilometer. Medskogsån (Avundsåsån) som avvattnar avrinningsområdet har biflödesordning 2, vilket innebär att vattnet flödar genom totalt 2 vattendrag innan det når havet efter 18 kilometer. Avrinningsområdet består mestadels av skog (83 procent). Avrinningsområdet har 0,27 kvadratkilometer vattenytor vilket ger det en sjöprocent på 0,4 procent.